# Friedhof Horst-Süd
Der Friedhof Horst-Süd ist ein städtischer Friedhof der Stadt Gelsenkirchen. Er befindet sich unweit des Nordsternparks und der Trabrennbahn am Schleusengraben 11. Auf dem Friedhof gibt es zahlreiche Mahnmale und besondere Grabfelder. Darunter Kriegsgräberstätten aus dem Ersten und Zweiten Weltkrieg, Ehrengräber für die Opfer der Bombenangriffe auf Gelsenkirchen, Grabfelder für die Zwangsarbeiter der benachbarten kriegswichtigen Industrien, sowie Denkmäler für die Opfer des Nationalsozialismus, dem Kapp-Putsch und den Grubenunglücken auf der Zeche Nordstern 1937 und 1955.

## Ort
Der Horster Südfriedhof entstand um 1914 und wurde als Gedenkstätte für die Gefallenen des Ersten Weltkriegs angelegt. Durch den Bevölkerungszuwachs aufgrund von Bergbau und Industrialisierung wurde der Platz auf dem Alten Horster Friedhof knapp. Der Südfriedhof wurde zur Hauptbegräbnisstätte und im Laufe der Jahre immer wieder erweitert. Heute hat er eine Fläche von 11 Hektar und wird als Städtischer Friedhof genutzt. Da aber durch Bodenabsenkungen die Gefahr einer Überflutung bei Starkregen besteht, soll er geschlossen werden. Als Gedenkstätte bleibt er jedoch voraussichtlich die nächsten 30 Jahre erhalten.
Der ältere östliche Teil ist ein Spiegel der Stadtteilgeschichte mit zahlreichen Denkmälern und Grabfeldern, die an bedeutende Ereignisse erinnern. Eine vom Volksbund Deutsche Kriegsgräberfürsorge e. V. aufgestellte Informationstafel am Haupteingangsbereich zeigt die Standorte. An den besonderen Gedenkplätzen finden sich von der Stadt Gelsenkirchen aufgestellte Tafeln mit genaueren Erläuterungen.
Der Friedhof Horst-Süd wurde 2020 als Sehenswürdigkeit in die Route der Industriekultur aufgenommen: Themenroute 30 – Gelsenkirchen.

## Besondere Mahnmale und Grabstätten auf dem Friedhof Horst-Süd

### Kriegsgräber aus dem Ersten und Zweiten Weltkrieg
Standort

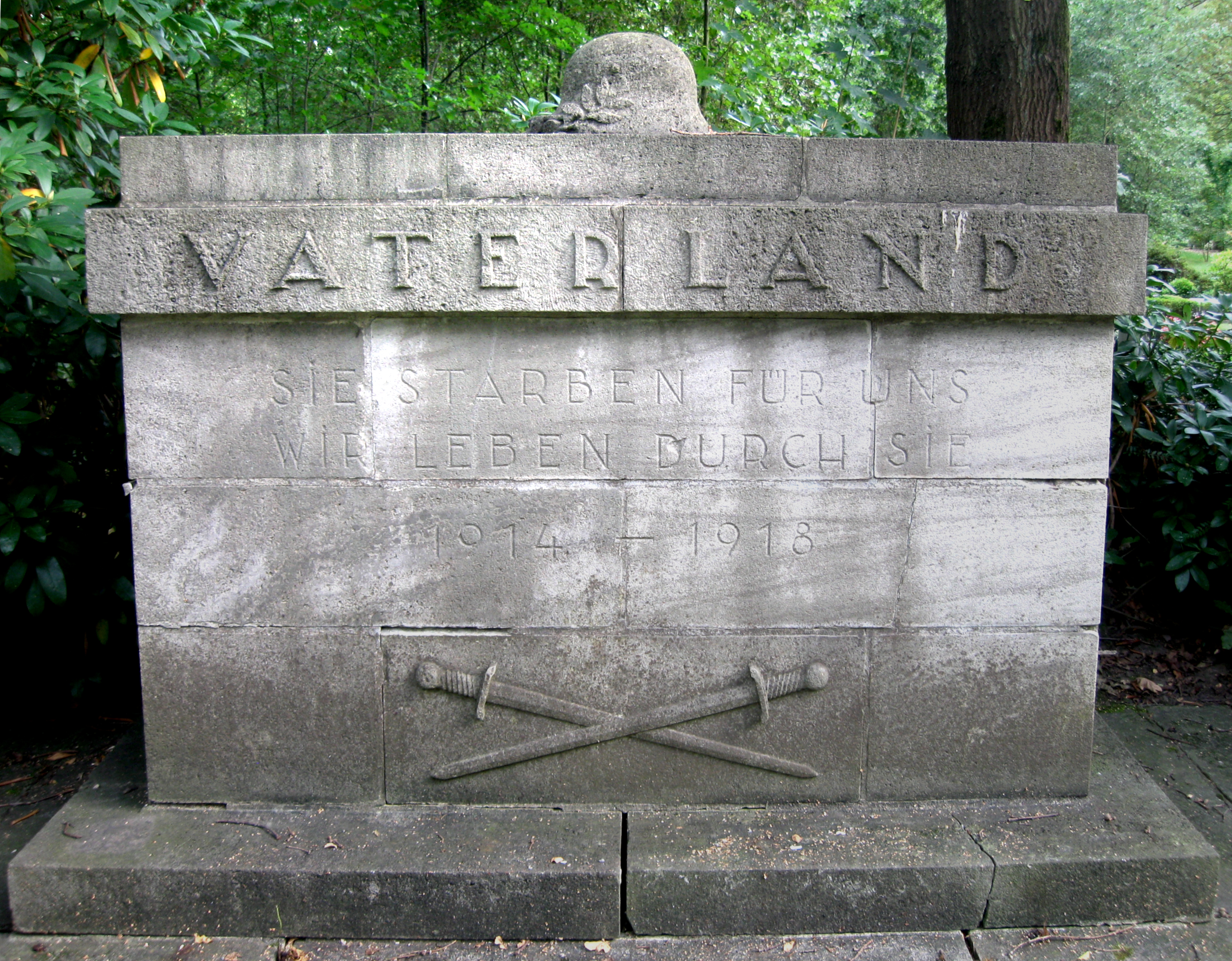
Ehrenmal für die im Ersten Weltkrieg gefallenen Horster mit 22 Grabstätten. Inschrift: „VATERLAND Sie starben für uns. Wir leben durch sie. 1914-1918.“

Bei dem quaderförmigen Ehrenmal mit dem Soldatenhelm und den gekreuzten Schwertern aus dem Ersten Weltkrieg, entlang des Hauptweges, befinden sich die Kriegsgräber aus den beiden Weltkriegen.
Ursprünglich wurde der Horster Südfriedhof als Ehrengrabstätte für die gefallenen Soldaten aus dem Ersten Weltkrieg gegründet. Auf den Schlachtfeldern des Ersten Weltkrieges starben mehr als 7.300 Bürger aus den Vorläufergemeinden der heutigen Stadt Gelsenkirchen. Nur ein Teil der toten Soldaten wurde jedoch an ihren Heimatort bestattet. Die 22 Kriegsgräber sind die ältesten erhaltenen Gräber auf dem Friedhof. Das älteste ist von 1915. Unter ihnen ist auch das Grab eines russischen Grenadiers, der als Kriegsgefangener bei der Einheit diente. Die Inschriften sind zum Teil stark verwittert.
Auch im Zweiten Weltkrieg gab es unter den Gelsenkirchener Soldaten zahlreiche Opfer. Im Zweiten Weltkrieg verloren etwa 11.000 Wehrmachtsangehörige aus Gelsenkirchen ihr Leben. Ihre Gräber finden sich überwiegend in der Nähe der Schauplätze des Krieges. Nur ein Teil der toten Soldaten hat ein Grab in der Heimatstadt. Auf den Ehrengrabfeld der Gefallenen des Zweiten Weltkriegs liegen 30 Tote.

### Ehrengrabstätte für die Opfer der Bombenangriffe auf Gelsenkirchen-Horst
Standort

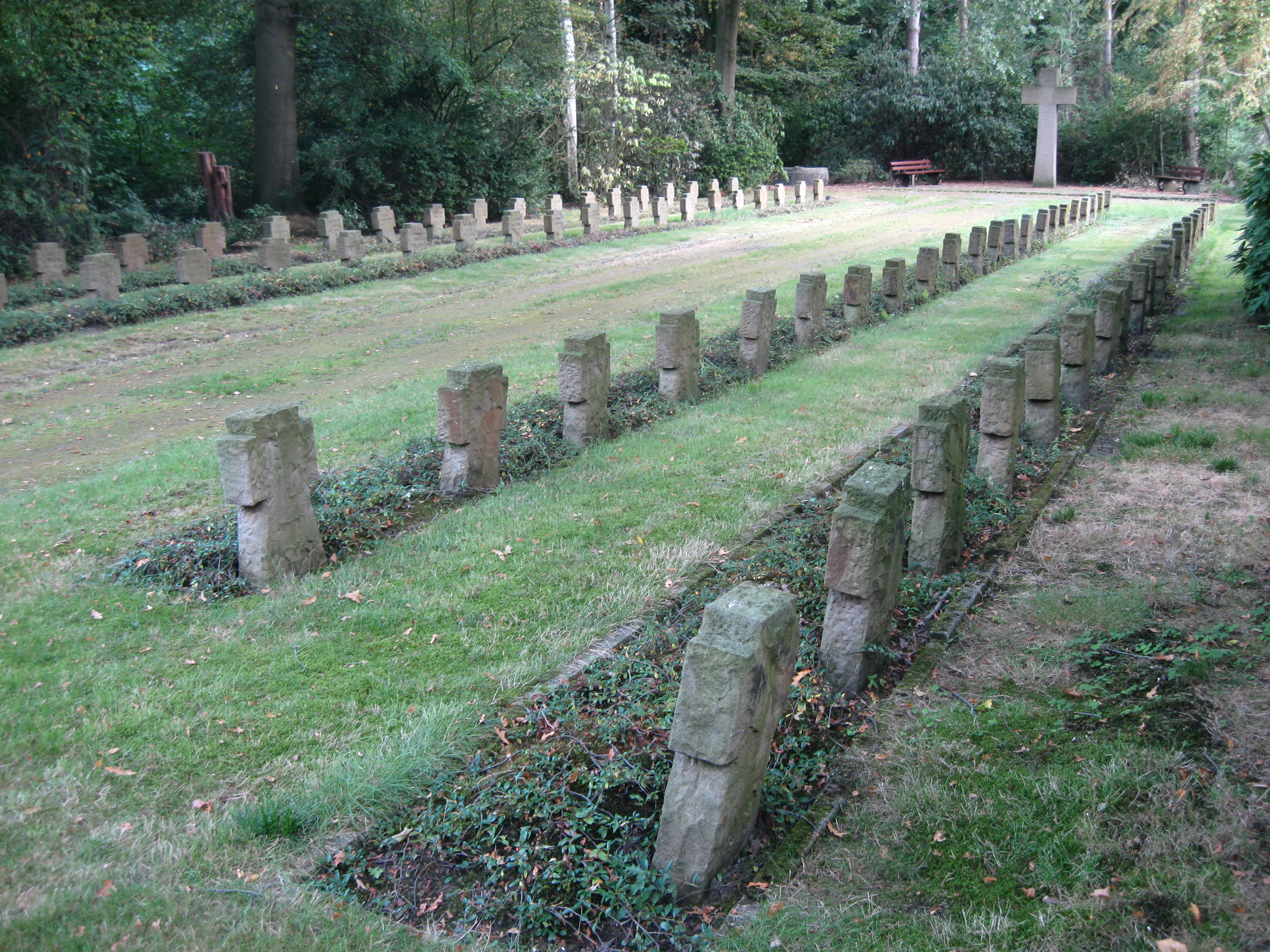
Gräberfeld und Gedenkstätte für 60 Bombenopfer aus Gelsenkirchen-Horst, die bei Luftangriffen auf den Industriestandort im Zweiten Weltkrieg umkamen

Ab 1942 wurde Gelsenkirchen von den Alliierten regelmäßig bombardiert. Ziel war es, die kriegswichtigen Industrieanlagen zu zerstören. Bis zum Ende des Zweiten Weltkriegs kamen bei den 184 Luftangriffen auf die Stadt 3.038 Zivilisten um. 60 von ihnen sind auf der Ehrengrabstätte für die Opfer der Bombenangriffe auf Gelsenkirchen beigesetzt.

### Grabstätten für sowjetische Zwangsarbeiter
Standort

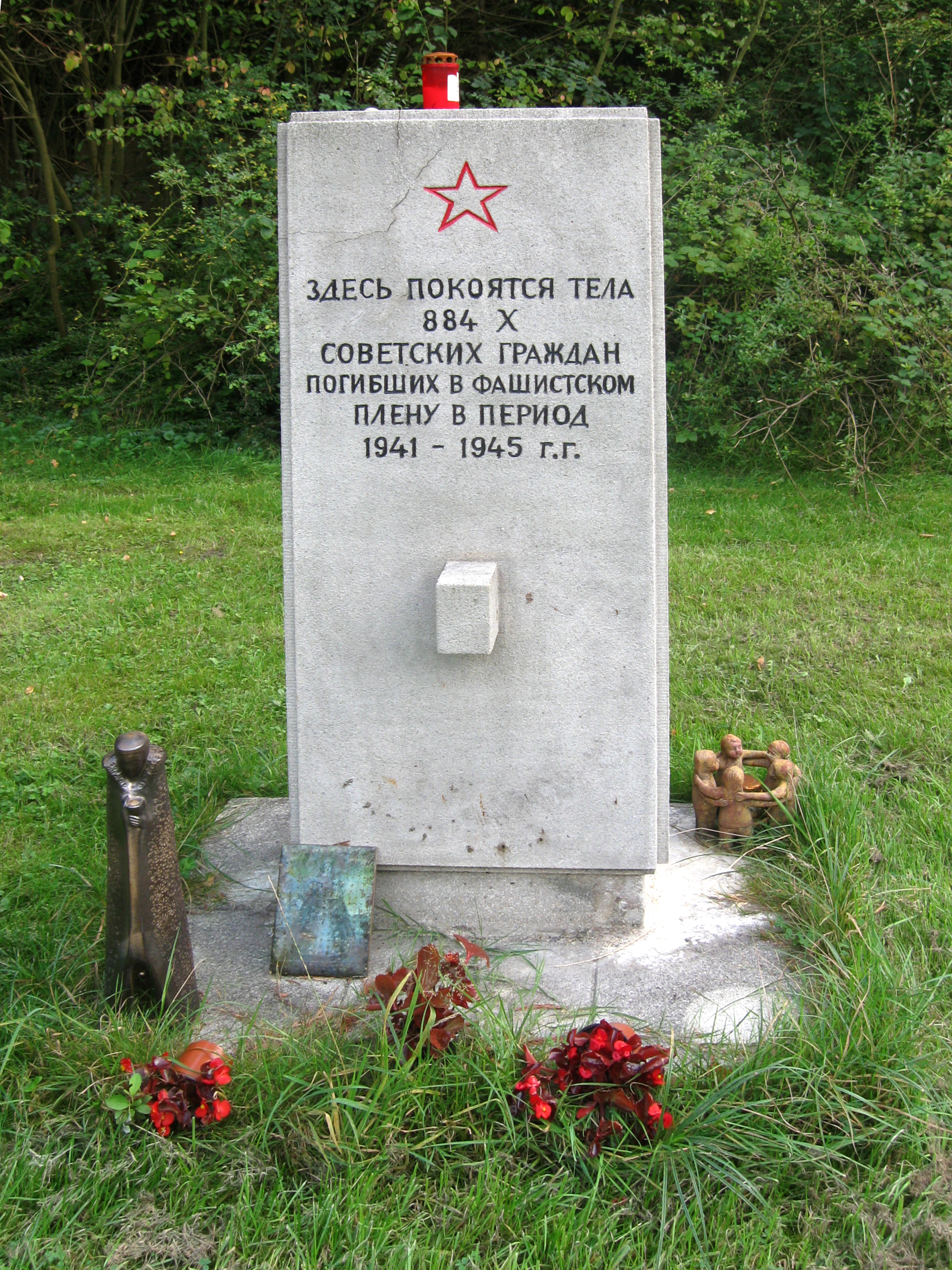
Denkmal für sowjetische Kriegsgefangene und Zwangsarbeiter

Die Grabfelder für sowjetische Zwangsarbeiter wurden ab 1941 auf dem Begräbnisplatz der jüdischen Gemeinde angelegt. Das Grundstück für den jüdischen Friedhof wurde ihr 1920 vom Reichsfreiherrn Maximilian von Fürstenberg zu Hugenpoet aus seinem Besitz überlassen und grenzte an den Südteil des damaligen Südfriedhofs. Zwischen 1920 und 1940 wurden dort 12 Gemeindemitglieder bestattet. Von den jüdischen Gräbern ist heute nichts mehr zu sehen. Der Friedhof wurde während eines Luftangriffs in der Nacht vom 12. auf den 13. Juni 1944 stark beschädigt und existiert nicht mehr. Das Gelände wurde bis zum Ende des Zweiten Weltkriegs ausschließlich für die Beerdigung von sowjetischen Zwangsarbeitern und Kriegsgefangenen genutzt. Nach Kriegsende wurde die Grabstätte durch Umbettung weiterer umgekommener Zwangsarbeiter aus der Sowjetunion erweitert.
Auf dem Friedhof Horst-Süd sind 884 sowjetische Zwangsarbeiter aus den Jahren von 1941 bis 1945 bestattet. Ein Denkmal mit kyrillischer Schrift erinnert an die Toten.

### Grabfelder für Fremdarbeiter aus anderen Nationen
Standort
Angrenzend an die Grabfelder für sowjetische Zwangsarbeiter befinden sich weitere Grabfelder von Fremdarbeitern aus den von den Nazis eroberten Ländern, die auf der Zeche Nordstern, beim Kohlehydrierwerk der Gelsenberg-Benzin AG oder anderen kriegswichtigen Industrien zu schwerer Arbeit eingesetzt wurden. Sie kamen aus Polen, Italien, Tschechien, Ungarn, Bulgarien, Jugoslawien, Belgien und Holland.
Die Fremdarbeitergrabstätten befinden sich auf den Feldern 23, 24, 25, 26, 28, 28a, 30, 31, 32, 33 und 44.

### Grab und Mahnmal für die Opfer von Rassismus und Zwangsarbeit im KZ-Außenlager Gelsenberg
Standort

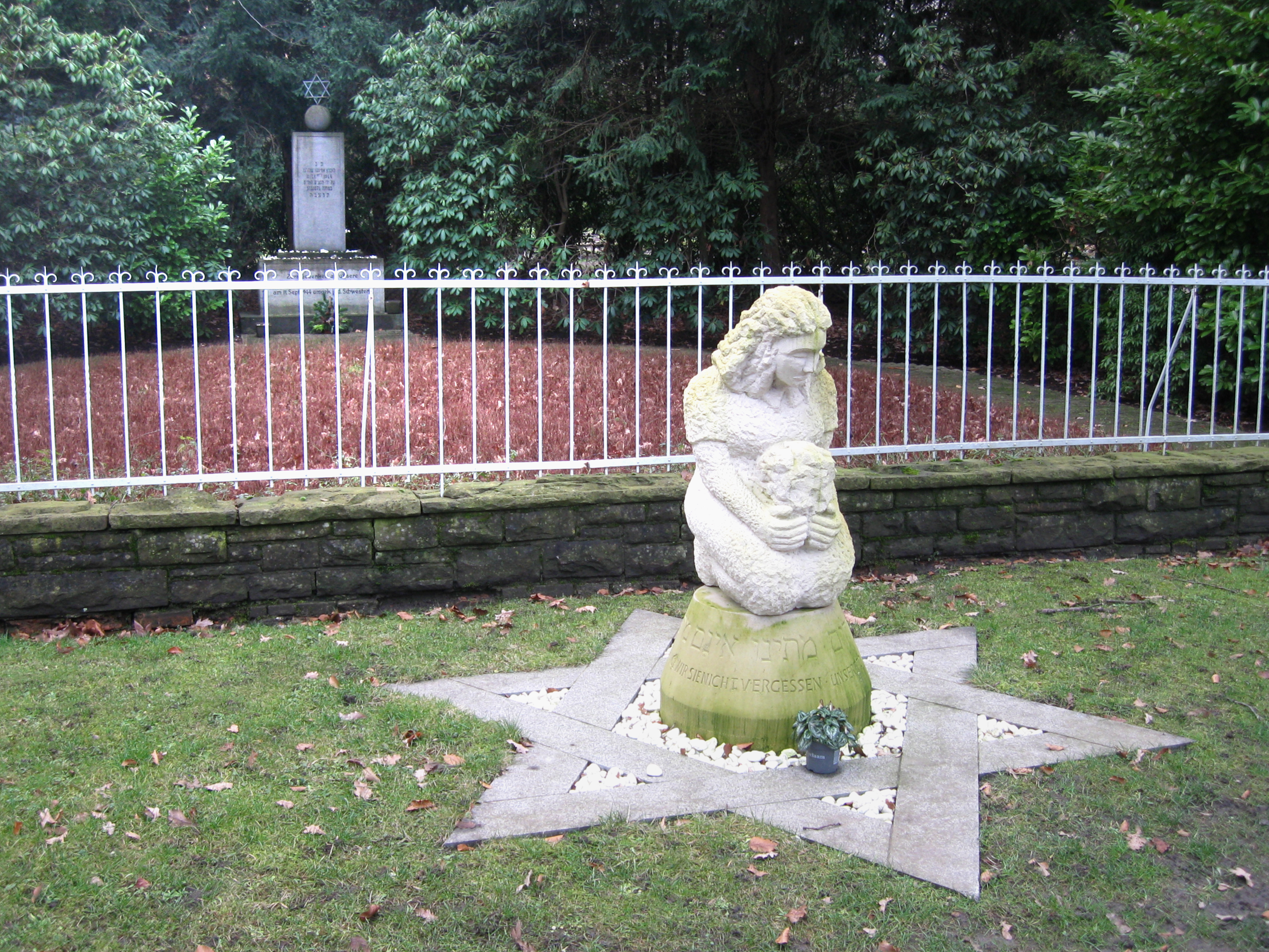
Das Gelsenbergdenkmal erinnert an die Zwangsarbeiterinnen vom Werk Gelsenberg, die 1944 bei der Bombardierung gestorben sind. Die Statue der knienden Frau davor ist ein Denkmal an die 150 ungarischen Jüdinnen, die dort begraben sind.

Das Mahnmal aus dem Jahr 1948 steht am Grab der etwa 150 ungarischen Jüdinnen aus dem Außenlager des KZ Buchenwald in Gelsenkirchen-Horst. In der Gelsenberg-Benzin AG, einer Tochtergesellschaft der Gelsenkirchener Bergwerks-AG, wurde Benzin aus der Kohle der Schachtanlage Nordstern 3/4 destilliert. Im Zweiten Weltkrieg wurde körperlich schwere Arbeit und die Aufräumarbeiten nach den Bombenangriffen größtenteils von Zwangsarbeitern übernommen. In der Endphase des Krieges auch von Häftlingen aus den Ausland und den Vernichtungslagern. So kamen auch 2.000 ungarische Jüdinnen nach Gelsenkirchen in das KZ Buchenwald Außenlager Gelsenkirchen-Horst, das mit Ankunft der Frauen errichtet wurde. Sie arbeiteten 12 Stunden am Tag und lebten in Gemeinschaftszelten auf dem Werksgelände.
Der kriegswichtige Industriestandort war immer wieder Ziel von Bombardierungen der Alliierten. So auch am 11. September 1944 bei dem 150 Frauen starben und 100 schwer verletzt wurden. Den Zwangsarbeiterinnen war es verboten, die Schutzbunker aufzusuchen und die Verstorbenen verscharrte man einfach auf dem Firmengelände. Am 15. September 1944 wurde das KZ Buchenwald Außenlager Gelsenkirchen-Horst endgültig aufgelöst. Die Überlebenden schickte man in ein anderes KZ Buchenwald Außenlager ins thüringische Sömmerda zu weiterer Zwangsarbeit.
1948 bettete man die 150 verstorbenen Zwangsarbeiterinnen auf ein neues jüdisches Gräberfeld im nordöstlichen Teil des Friedhofs um und errichtete dort ein Mahnmal. Am 16. September 2018 wurde das es anlässlich der jährlichen Gedenkveranstaltung mit einer Skulptur auf einem Sockel ergänzt. Angefertigt wurde sie von Steinmetzschülern des Hans-Schwier-Berufskollegs Gelsenkirchen.

### Kapp-Putsch-Mahnmal
Standort

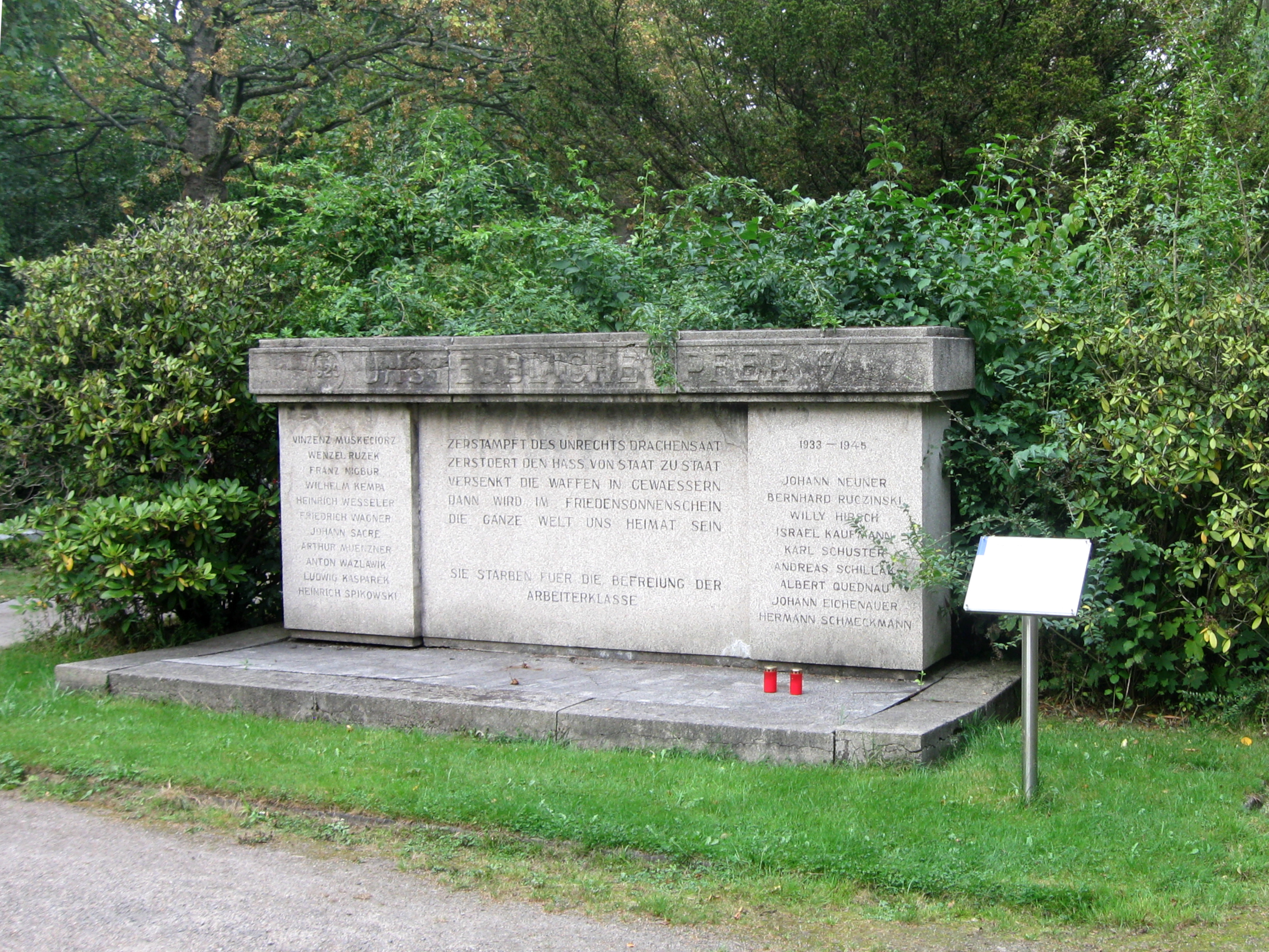
Das Kapp-Putsch-Mahnmal erinnert an den Arbeiteraufstand der Rotarmisten von 1920.

Das Kapp-Putsch-Mahnmal ist ein Denkmal zur Erinnerung an den Arbeiteraufstand von 1920 und dem Kampf der Roten Ruhrarmee gegen die Freikorps. Das ursprüngliche Denkmal wurde von den Nazis zerstört. Auf Initiative des „Komitees ehemaliger politischer Gefangener und Konzentrationäre“, aus der die „Vereinigung der Verfolgten des Nazi-Regimes“ hervorging, wurde das Mahnmal nach der Befreiung vom Nationalsozialismus 1947/1948 neu errichtet.

### Bergarbeiter Denkmal
Standort

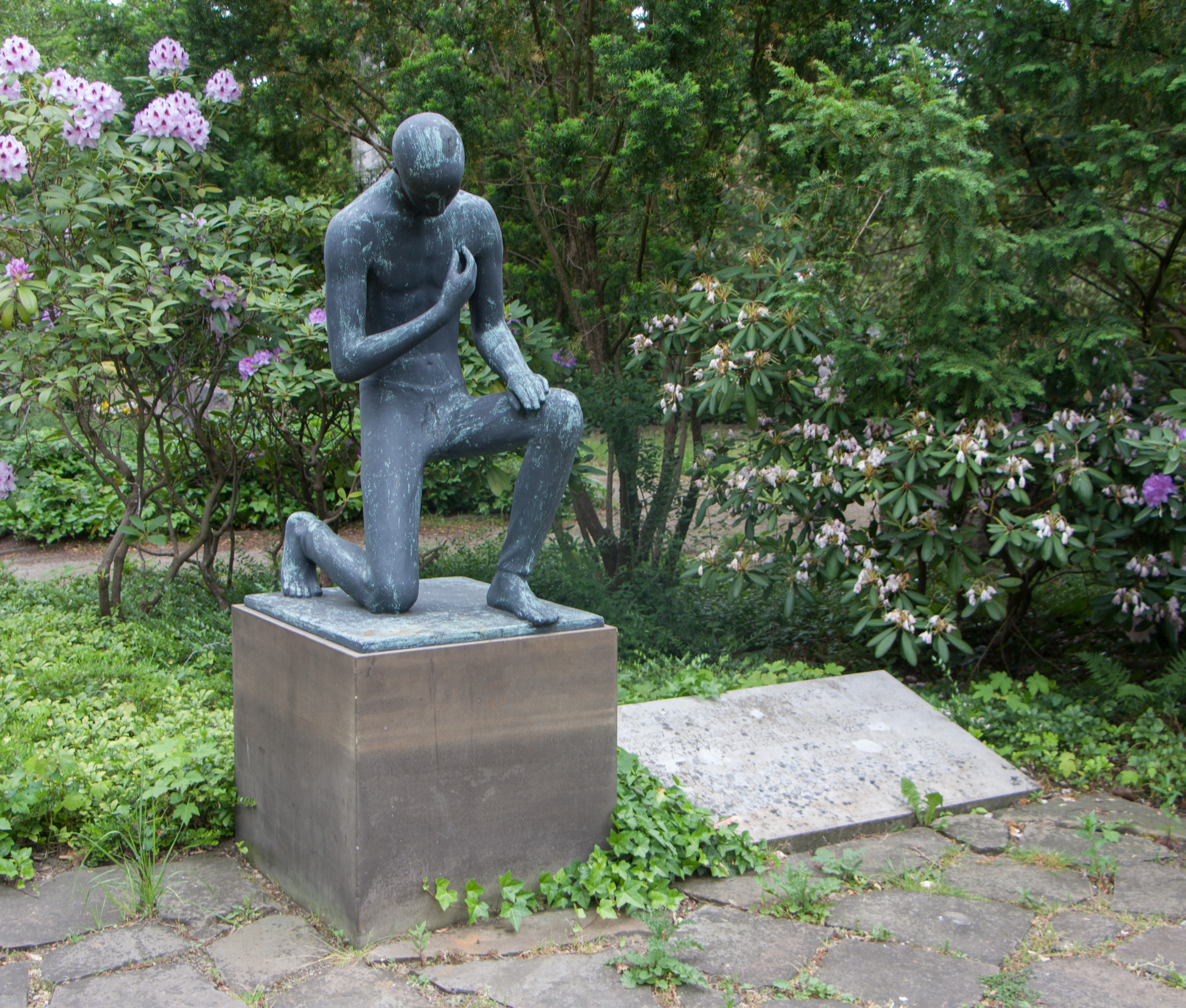
Der kniende Bergmann erinnert an die beiden Grubenunglücke auf der Zeche Nordstern 1937 und 1955

Das Mahnmal für die Opfer der Grubenunglücke auf der Zeche Nordstern erinnert an die verstorbenen Bergarbeiter vom 14. Oktober 1937 und 26. Juni 1955. Es wurde 1937 hinter der Trauerhalle errichtet und im Jahr 2008 in die Denkmalliste der Stadt Gelsenkirchen eingetragen. Denkmalnummer: 337.